# Costin Miereanu
Costin Miereanu (* 27. Februar 1943 in Bukarest, Rumänien) ist ein französischer Komponist und Musikwissenschaftler rumänischer Abstammung.

## Leben
Miereanu studierte von 1960 bis 1966 an der Musikakademie Bukarest bei Alfred Mendelsohn, Dan Constantinescu und Octavian Lazăr Cosma. Bei den Ferienkursen für neue Musik in Darmstadt war er zwischen 1967 und 1969 Schüler von Karlheinz Stockhausen, György Ligeti und Erhard Karkoschka. 1977 wurde er französischer Staatsbürger. Seit 1981 ist er Professor für Philosophie, Ästhetik und Kunstwissenschaft an der Sorbonne. 

## Werk
Miereanu komponierte aleatorische Werke und Werke im Stil der Musique concrète für Orchester und Kammerorchester, häufig unter Verwendung von Tonbandgeräten, daneben auch Bühnenwerke.

## Auszeichnungen
- 1967 Preis der Europäischen Kulturstiftung & Kompositionspreis der Stiftung Gaudeamus
- 1974 Prix Enescu & Prix de la Partition Pédagogique des französischen Komponistenverbandes (SACEM).

## Werke
- Monostructure I für zwei Orchester
- Monostructure II für Streicher, Blechbläser und Tonband
- Das Ende krönt das Werk für Klavier und sechs Instrumentengruppen
- In der Nacht der Zeiten, aleatorische Musik für Instrumente und Tonband
- Farben der Zeit I für Streichorchester
- Farben der Zeit II für Streichquartett und Tonband
- Farben der Zeit III für Doppelstreichquartett und Kontrabass
- Räume II für Streichorchester, Klavier und Tonband
- Letzter Raum, aleatorische Musik für Chor, Instrumentengruppen und Tonband
- Raum jenseits von gestern, aleatorische Musik für Kammerorchester
- L'Avenir est dans les œufs, Oper, 1980
- La Porte du paradis, lyrische Fantasie, 1991
- De humani corporis fabbrica, Ballett, 1992
- Orison, Ballett, 1999

| Personendaten    | Personendaten                                    |
| ---------------- | ------------------------------------------------ |
| NAME             | Miereanu, Costin                                 |
| KURZBESCHREIBUNG | französischer Komponist und Musikwissenschaftler |
| GEBURTSDATUM     | 27. Februar 1943                                 |
| GEBURTSORT       | Bukarest, Rumänien                               |